# بالدوين الأول، مارغريف فلاندرز
بالدوين الأول (ربما عقد 830 - 879)؛ والمعروف بـ بالدوين ذراع الحديدي (بحيث سُجل لأول مرة في القرن الثاني عشر)، هو أول مارغريف فلاندرز.
كان بالدوين في البداية كونتاً بما يكون في منطقة فلاندرز، ولكن هذا غير معروف، شعبيته ارتفعت وأصبحت لديه مكانة بارزة عندما هرب مع الأميرة جوديث أبنة شارل الأصلع ملك الفرنجة الغربية، كانت جوديث في السابق متزوجة من أثلويف، ملك وسكس ثم من أبنه أثلبالد، ومع وفاته عادت جوديث إلى فرنسا.
مع حلول عيد الميلاد 861 وبتحريض منه وبالموافقة من شقيقها لويس، فرت جوديث من مدينة سانليس التي خصصت لها بعد عودتها من إنجلترا، بحيث فروا إلى الشمال، والدها شارل لم يعط أي أذن للزواج، وحاول القبض على بالدوين، فأرسل روريك من دورستاد وأسقف هنغار بعدم استضافهما في أراضيهم.
بعد محاولة بالدوين الهرب من قبضة شارل، حاول شارل مراسلة أساقفة حول حرمان الزوجين، ورداً على ذلك سافر الزوجين إلى روما وتوجيه قضيتهما إلى البابا نيكولا الأول، واستطاعا كسب القضية وبذلك اضطر شارل لقبول الوضع، بحيث تم عقد الزواج في 13 ديسمبر 862 في أوكسار، وبحلول ذاك الوقت حصلت مغالطة بحصوله على سان بيير في غنت، ومع ذلك يفترض أنه حصل فلاندرز وفازلاند أو أجزاء منها في ذلك الوقت، بالدوين وضع نفسه كداعم لـ شارل خلال حروب الفايكنغ المستمرة، وأيضا كان داعم لخليفته أيضا لويس ستامرير، بالدوين خلال حياته وسع أراضيه إلى واحدة من أهم الإمارات الفرنجة الغربية، وتوفي في 879 ودفن في دير سان برتين بالقرب سان أومير.

## الأسرة
أنجبت جوديث له، ثلاثة أبناء تقربياً:-
- شارل؛ سمي على جده شارل الأصلع، ولكنه توفي في وقت مبكر.
- بالدوين الثاني، مارغريف فلاندرز (حوالي.866 - 918).
- راؤول (رودولف)، كونت كامبراي بحوالي 888.